# Замок Бодиам

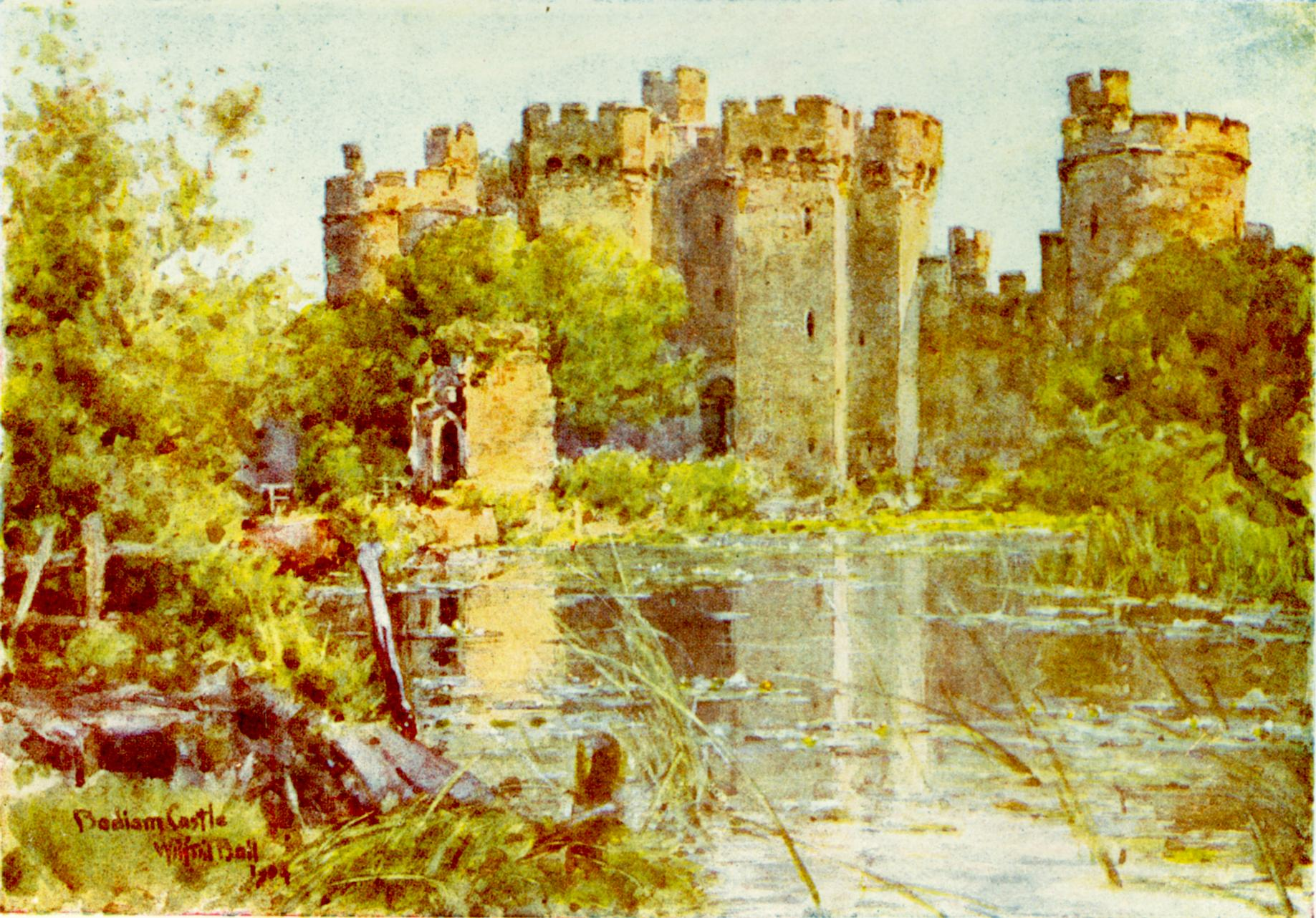
Wilfrid Ball. Замок Бодиам. 1904 год.

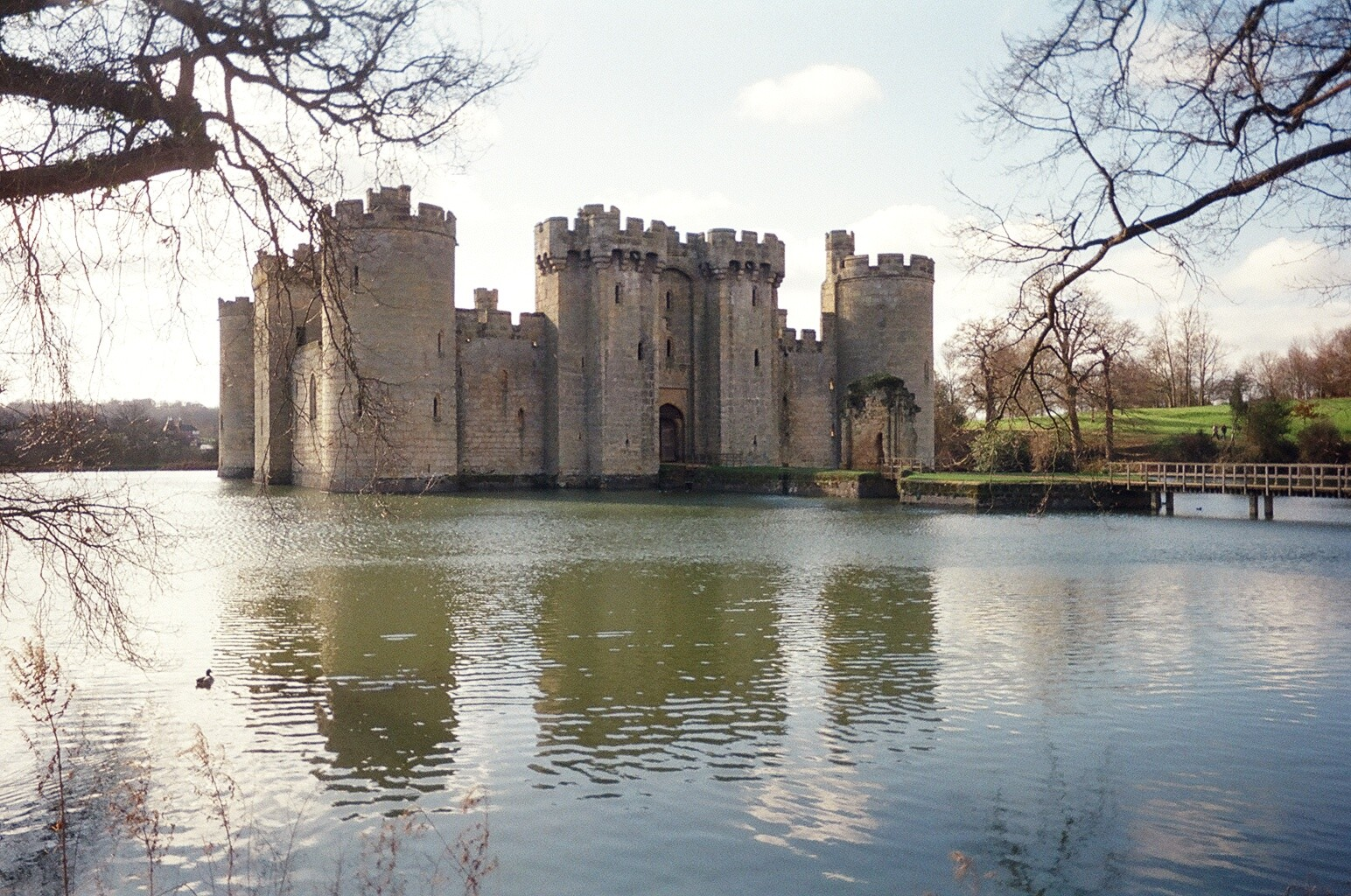

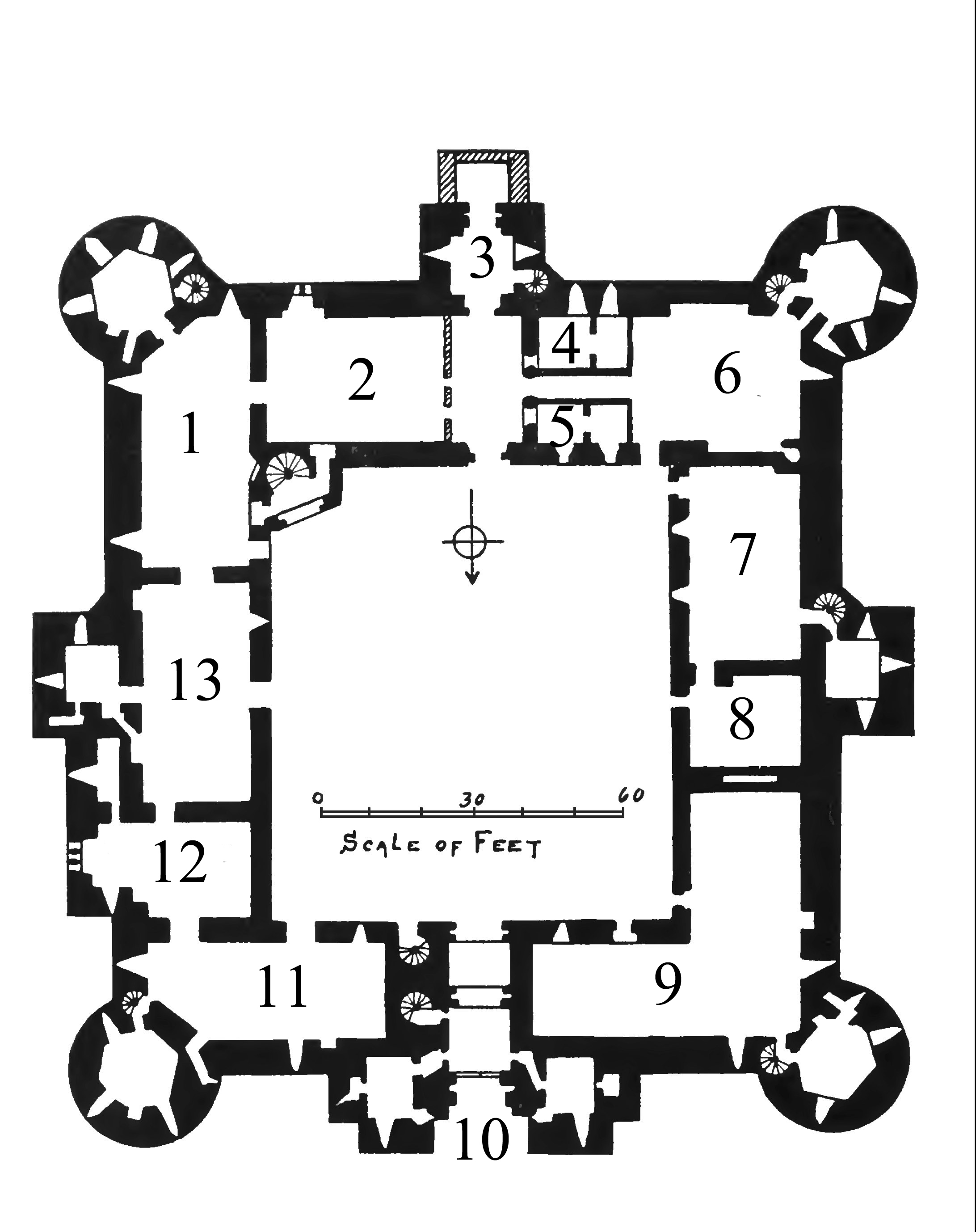
План замка.

Замок Бодиам (англ. Bodiam Castle) расположен рядом с деревней Робертсбридж в Англии, в графстве Восточный Суссекс.

## История

### Дэлингриджи
Основателем замка считается Эдвард Дэлингридж, потомок старой сассекской дворянской фамилии, жившей рядом с Дэлинг Гридж, близ Ист-Гринстеда. Бодиамский феод достался ему в 1378 году после женитьбы на Элизабет Вардё. 21 октября 1385 Дэлингридж получил разрешение на «укрепление поместья для защиты окрестностей Ротера и остановки продвижения французов». Немногим позже был построен замок, где поселился Эдвард Дэлингридж. После его смерти в 1395 году замок и все владения унаследовал его сын Джон Дэлингридж. В 1483 род Дэлингриджей угас.

### Леукноры
В 1483 году замок перешёл во владение к семье Леукнор в результате женитьбы Томаса Леукнора на леди Делингридж. Леукноры являлись сторонниками Ланкастеров во время войны Роз, в результате чего замок был осаждён королевскими войсками Ричарда III. После непродолжительной осады замок сдался. К семье Леукнор он вновь возвратился во владение в 1500 годах, а с 1639 до 1645 поместье принадлежало Джону Тафтону, второму графу Танета. Как и многие другие замки в Великобритании, Бодиам пострадал от парламентских войск во время английской гражданской войны.
Позже, замок снова возвратился к семье Леукноров и перешёл в наследство младшей ветви семейства.

### Пауэллы
В 1644 году замок был продан республиканцу Натаниэлу Пауэллу. После его смерти замок перешёл к его сыну, тоже Натаниэлу.

### Период перепродаж
В 1722 году замок был куплен Томасом Вебстером. На протяжении века замок был связан с семьёй Вебстеров. Именно в этот период, в связи с высокой популярностью района среди туристов появились первые рисунки замка.
Следующим владельцем замка стал Джон Фуллер, эсквайр из Брайтлинга.
Огромных размеров, харизматичный Фуллер отличался буйством и непослушанием. Его вывели из членов Парламента за недостойное поведение, но в судьбе Бодиамского замка он сыграл положительную роль. Он восстановил одну из башен, построил новые ворота.
В 1864 году внук Фуллера продал замок лорду Эшкомбу. Тот в течение сорока лет предпринял несколько ремонтов замка, частично восстановив внешние стены.
В 1917 году замок приобрёл лорд Керзон и начал его очередное восстановление. В 1925 году после его смерти замок завещался организации Национальный фонд, которая и сегодня поддерживает замок в превосходном состоянии.

## Архитектура
Расположение замка было выбрано якобы для защиты южного побережья Англии от набегов французов. Но Королевская комиссия по историческим памятникам пришла к выводу, что Бодиамский замок крайне необычно расположен, так как находится на большом расстоянии от береговой линии. Замок находится в середине рва. Боковые ворота соединены с южным берегом посредством подъёмного моста. Главный вход соединён с помощью деревянного и подъёмного моста.

### Внешний вид
Четырёхугольный замок имеет приблизительно квадратную форму. Этот тип замка с центральным внутренним двором и зданиями рядом с наружной стеной, был характерен для замков XIV века. Замок имеет четыре круглые башни и три квадратные центральные башни на юге, востоке и западе стены. Главный вход в замок располагается в середине двух башен-сторожек.